# Châtelaudren-Plouagat
Châtelaudren-Plouagat es una comuna nueva francesa situada en el departamento de Costas de Armor, de la región de Bretaña.

## Historia
Fue creada el 1 de enero de 2019, en aplicación de una resolución del prefecto de Costas de Armor de 28 de septiembre de 2018 con la unión de las comunas de Châtelaudren y Plouagat, pasando a estar el ayuntamiento en la antigua comuna de Plouagat.

## Demografía
Según los datos aportados en la resolución del prefecto de Costas de Armor, la comuna se crea con 3903 habitantes.

## Composición
| Comuna fusionada | Código INSEE | Población (2016) | Superficie (km²) | Densidad (hab./km²) |
| ---------------- | ------------ | ---------------- | ---------------- | ------------------- |
| Châtelaudren     | 22038        | 1000             | 0.46             | 2174                |
| Plouagat         | 22206        | 2844             | 31.98            | 89                  |